# NGC 3245
NGC 3245 (другие обозначения — UGC 5663, MCG 5-25-13, ZWG 154.17, IRAS10245+2845, PGC 30744) — линзообразная галактика (S0) в созвездии Малый Лев.
Этот объект входит в число перечисленных в оригинальной редакции «Нового общего каталога».
Галактика NGC 3245 входит в состав группы галактик NGC 3254. Помимо NGC 3245 в группу также входят NGC 3254, NGC 3265, NGC 3277, NGC 3245A и PGC 30714.
Галактика содержит околоядерный диск из ионизированного газа и пыли. В центре NGC 3245, скорее всего, находится сверхмассивная чёрная дыра.